# Campionat de Futbol de Nova Zelanda
El Campionat de Futbol de Nova Zelanda (en anglès: New Zealand Football Championship), coneguda per motius de patrocinatge com a ASB Premiership, fou la principal lliga de futbol de Nova Zelanda.
Es va fundar el 2004 amb 8 equips: Auckland City, Canterbury United, Napier City Rovers, Otago United, Team Wellington, Waikato FC, Waitakere United i YoungHeart Manawatu. Aquests vuit equips es fundaren el 2004 per a poder participar en aquest torneig, i la majoria provenien d'agrupacions de diferents equips amateurs de les seves regions. Cadascun dels vuit equips ha estat en la lliga des del 2004 fins a l'actualitat, amb l'excepció dels Napier City Rovers, els quals van ser substituïts pels Hawke's Bay United el 2005. Cadascun dels equips representa una regió neozelandesa diferent, llevat de la regió d'Auckland, que és representada per l'Auckland City i el Waitakere United.
La lliga es disputa en els mesos d'estiu —que a l'hemisferi sud són al revés dels de l'hemisferi nord— per a no interferir amb els campionats semiprofessionals que es disputen en l'hivern. La Federació de Futbol de Nova Zelanda organitza la lliga.
A partir de la temporada 2021 fou substituïda per la New Zealand National League.

## Història

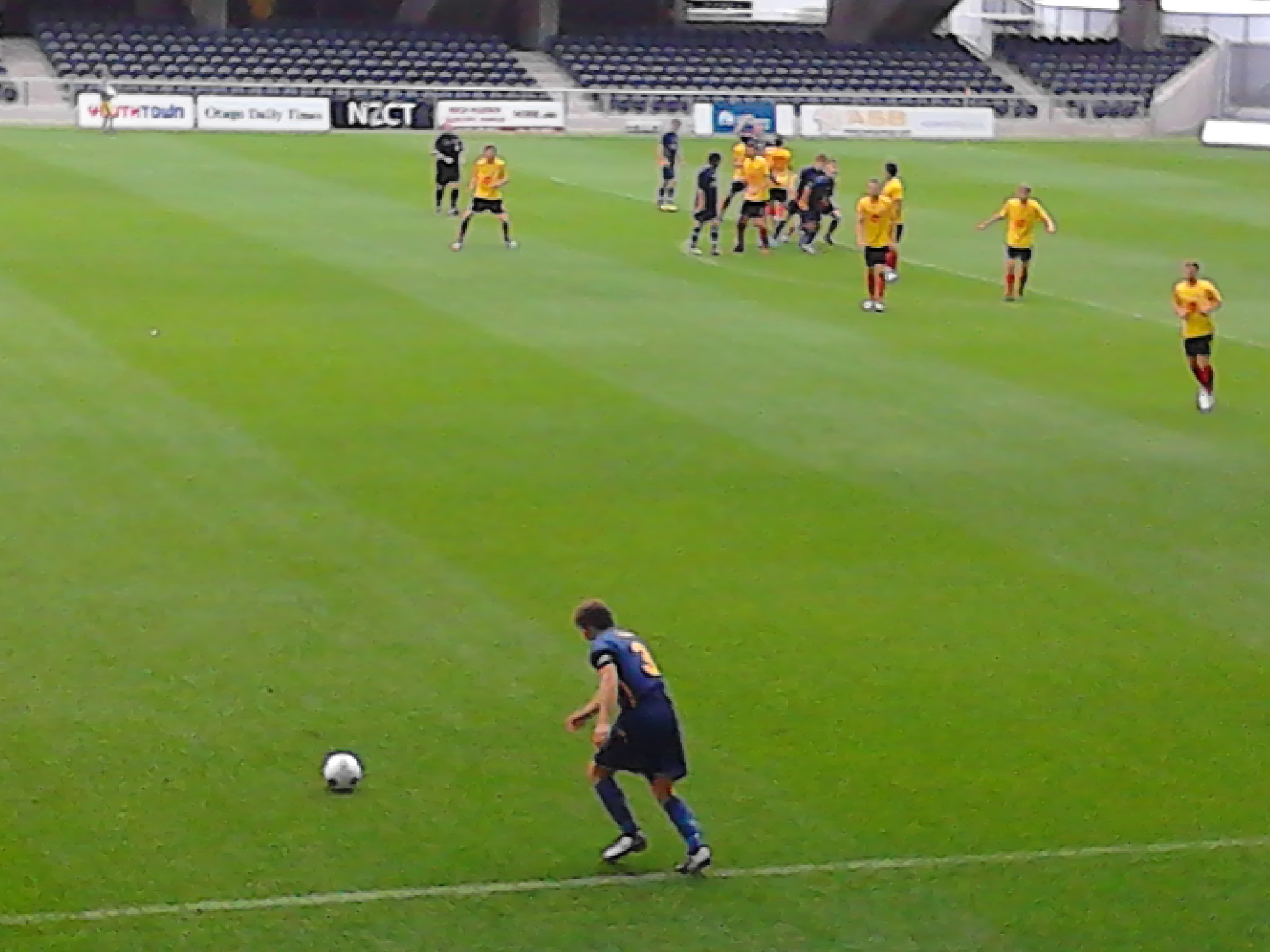
Partit entre l'Otago United i el Waikato FC en la temporada 2011-12 a l'Estadi Forsyth Barr.

La primera temporada fou la temporada 2004-05, en la que l'Auckland City va alçar el seu primer trofeu, un fet que es repetiria la temporada següent, en la temporada 2005-06. En la temporada 2006-07 l'Auckland City guanyà el torneig per tercer cop. En la temporada 2007-08 el torneig va ser guanyat per primer cop pel Waitakere United i en la temporada 2008-09 el guanyaria l'Auckland City. En les dues temporades següents, 2009-10 i 2010-11, el torneig seria guanyat pel Waitakere United.
En la temporada 2011-12 l'Auckland City va dominar la lliga, el Team Wellington va guanyar la primera Copa White Ribbon i el Canterbury United va quedar en segon lloc en la lliga. En la fase per a decidir el Champion però, acabaria imposant-se el Waitakere United així alçant el seu quart títol.
L'hegemonia del Waitakere United i l'Auckland City és molt gran, ja que només el YoungHeart Manawatu, el Team Wellington i el Canterbury United han estat capaços de quedar en segon lloc, ja sigui en els playoffs o en el torneig regular.

## Format
La competició és una lliga tancada a tan sols vuit franquícies esportives que representen a les regions més poblades del país i estan controlades per consorcis de clubs. Hi ha una lliga regular, amb dues rondes d'anada i de volta, i amb reglament FIFA. El guanyador de la lliga regular se'l designa «Premier». Al termini de la lliga regular, els quatre millors es classifiquen per a una ronda eliminatòria què disposen de dos partits de semifinals i una gran final en un partit únic, que se celebra en l'estadi de l'equip més fort dels dos a nivell de la temporada d'aquell any. El guanyador d'aquesta eliminatòria se'l designa l'equip «Champion» o campió. Un equip no pot ser ascendit o descendit a altres divisions.
L'equip que guanya en la gran final és proclamat premier de lliga, i representarà a Nova Zelanda en la Lliga de Campions de l'OFC. De la mateixa manera, el campió de la lliga regular també obté una plaça, i en cas que un club hagi guanyat ambdós trofeus, la plaça és donada al perdedor de la final. El campionat es disputa en els mesos d'estiu, des d'octubre o novembre fins a abril, per a no conindir amb els torneigs semiprofessionals d'hivern, en els que disputen els clubs i assosciacions que controlen les franquícies.

## Equips participants
| Equip                       | Ciutat       | Estadi            | Capacitat | Ingrés |
| --------------------------- | ------------ | ----------------- | --------- | ------ |
| Auckland City               | Auckland     | Kiwitea Street    | 4.000     | 2004   |
| Canterbury United           | Christchurch | English Park      | 8.000     | 2004   |
| Eastern Suburbs AFC         | Auckland     | Madills Farm      |           | 2016   |
| Hamilton Wanderers AFC      | Hamilton     | Porritt Stadium   | 2.700     | 2016   |
| Hawke's Bay United          | Napier       | Bluewater Stadium | 5.000     | 2005   |
| Team Wellington             | Wellington   | Newtown Park      | 5.000     | 2004   |
| Waitakere United            | Auckland     | Fred Taylor Park  | 2.500     | 2004   |
| Wellington Phoenix Reserves | Wellington   | Newtown Park      | 5.000     | 2014   |

### Antics equips
| Equip               | Ciutat             | Ingrés | Sortida |
| ------------------- | ------------------ | ------ | ------- |
| YoungHeart Manawatu | Palmerston North   | 2004   | 2013    |
| Wanderers SC        | North Harbour      | 2013   | 2015    |
| Southern United     | Dunedin            | 2004   | 2020    |
| WaiBOP United       | Cambridge, Waikato | 2004   | 2016    |
| Tasman United       | Nelson             | 2016   | 2020    |

## Historial
Font:
Pels campions anteriors vegeu: Lliga neozelandesa de futbol i pels campions posteriors New Zealand National League.
Els equips que són Premiers i Champions cada temporada es classifiquen per a la Lliga de Campions de l'OFC, i en el cas que els dos siguin guanyats per un mateix equip, el segon classificat per a la Lliga de Campions és l'equip que perd en la final de la fase per a decidir el Champion o campió.
| Temporada | Premier (temporada regular) | Champion (campió final) |
| --------- | --------------------------- | ----------------------- |
| 2004-05   | Auckland City               | Auckland City (1)       |
| 2005-06   | Auckland City               | Auckland City (2)       |
| 2006-07   | Waitakere United            | Auckland City (3)       |
| 2007-08   | Waitakere United            | Waitakere United (1)    |
| 2008-09   | Waitakere United            | Auckland City (4)       |
| 2009-10   | Auckland City               | Waitakere United (2)    |
| 2010-11   | Waitakere United            | Waitakere United (3)    |
| 2011-12   | Auckland City               | Waitakere United (4)    |
| 2012-13   | Waitakere United            | Waitakere United (5)    |
| 2013-14   | Auckland City               | Auckland City (5)       |
| 2014-15   | Auckland City               | Auckland City (6)       |
| 2015-16   | Auckland City               | Team Wellington (1)     |
| 2016-17   | Auckland City               | Team Wellington (2)     |
| 2017-18   | Auckland City               | Auckland City (7)       |
| 2018-19   | Auckland City               | Eastern Suburbs AFC (1) |
| 2019-20   | Auckland City               | Auckland City (8)       |
| 2020-21   | Auckland City               | Team Wellington (3)     |

### Palmarès
| Equip              | Títols | Finalista | Anys campió                                                            |
| ------------------ | ------ | --------- | ---------------------------------------------------------------------- |
| Auckland City      | 8      | 5         | 2004–05, 2005–06, 2006–07, 2008–09, 2013–14, 2014–15, 2017–18, 2019–20 |
| Waitakere United   | 5      | 3         | 2007–08, 2009–10, 2010–11, 2011–12, 2012–13                            |
| Team Wellington    | 3      | 6         | 2015–16, 2016–17, 2020–21                                              |
| Eastern Suburbs    | 1      | –         | 2018–19                                                                |
| Canterbury United  | –      | 2         |                                                                        |
| Hawke's Bay United | –      | 1         |                                                                        |